# Corée du Sud aux Jeux olympiques d'hiver de 1994
La Corée du Sud participe aux Jeux olympiques d'hiver de 1994, organisés à Lillehammer en Norvège. Cette nation prend part aux Jeux olympiques d'hiver pour la douzième fois de son histoire. La délégation sud-coréenne, formée de 21 athlètes, dont 11 hommes et 10 femmes, remporte six médailles, dont quatre en or, une en argent et une en bronze, ce qui lui permet de se classer au sixième rang du tableau des médailles.

## Médaillés
| Médaille | Nom                                                              | Discipline                           | Épreuve                    |
| -------- | ---------------------------------------------------------------- | ------------------------------------ | -------------------------- |
| Or       | Chae Ji-hoon                                                     | Patinage de vitesse sur piste courte | 500 mètres hommes          |
| Or       | Kim Ki-hoon                                                      | Patinage de vitesse sur piste courte | 1 000 mètres hommes        |
| Or       | Chun Lee-kyung                                                   | Patinage de vitesse sur piste courte | 1 000 mètres femmes        |
| Or       | Chun Lee-kyung Kim Ryang-hee Kim So-hee Kim Yun-mi Won Hye-kyung | Patinage de vitesse sur piste courte | Relais femmes 3 000 mètres |
| Argent   | Chae Ji-hoon                                                     | Patinage de vitesse                  | 1 000 mètres hommes        |
| Bronze   | Kim So-hee                                                       | Patinage de vitesse sur piste courte | 1 000 mètres femmes        |